# Drust X
Drust X des Pictes ou Drest mac Uurad est roi des Pictes de 845 à 848.
La Chronique Picte lui attribue un règne de 3 ans, et le désigne comme un fils de « Uurad », vraisemblablement le dernier héritier du roi Uurad mac Bargoit.
C'est l'ultime prétendant Picte connu à s'opposer aux prétentions de Kenneth Ier d'Écosse au titre de roi des Pictes qu'il a pris vers 842. Après sa mort, Kenneth reste le seul souverain des Pictes et des Scots, mais lors de sa mort en 858 il est considéré par les Annales d'Ulster comme un roi des Pictes (rex Pictorum).
Selon certaines sources, Drust aurait été tué aux environs de Forteviot. Dans ce contexte, il est sans doute, le roi « Drest ou Drust » qui aurait été la victime de la mythique « Trahison de MacAlpin » des auteurs postérieurs.

### Sources
- (en) J.P.M. Calise, Pictish Sourcebook, Documents of Medieval Legend and Dark Age History, Londres, Greenwood Press, 2002, 365 p. (ISBN 0313322953), p. 215  Drust f. Ferat (Drest X, Drust son of Ferat/Wrad) Pictish king (?845-?848).
- (en) William Arthur Cumming, The Age of the Picts, Stroud, Sutton Publishing, 1998, 256 p. (ISBN 978-0752449593).
- (en) William Forbes Skene Chronicles Of The Picts,Chronicles Of The Scots, And Other Early Memorials Of Scottish History. H.M General Register House Edinburgh (1867) Reprint par Kessinger Publishings's (2007)  (ISBN 1432551051).
- (en) Alfred P. Smyth Warlords and Holy Men. Scotland AD 80~1000 Edinburgh University Press (1984)  (ISBN 0748601007).
- (en) Alex Woolf From Pictland to Alba 789~1070 The New Edinburgh History of Scotland. Edinburgh University Press, Edinburgh (2007)  (ISBN 9780748612345)